# Искирский
Искирский — посёлок в Бардымском районе Пермского края. Входит в состав Шермейской сельской территории.
По результатам переписи 2010 года численность населения составила 3 человека, в том числе 2 мужчины и 1 женщина.
В 2005 году численность населения составляла 6 человек.
Находится примерно в 29 км к северо-востоку от центра села Барда.